# Prečrkovanje
Prečrkovánje je preslikava znakov ene abecede v znake druge abecede oziroma spreminjanje zapisa besede iz ene pisave v drugo. Za narode, ki pišejo z latinico, je najbolj aktualno latinično prečrkovanje – to je spreminjanje neke tuje pisave v latinico.
Izraz prečrkovanje po navadi enačimo s tujko transkripcija oziroma transliteracija. Pri tem ločimo naslednji pomenski odtenek:
- transliteracija pomeni prečrkovanje, kjer eni črki (ali skupini črk) iz prve pisave ustreza vedno ista črka (ali skupina črk) iz druge pisave. Zgled za táko prečrkovanje se najde v srbščini: vsaki črki srbske cirilice ustreza točno določena črka srbske latinice – gajice.
- transkripcija pomeni prečrkovanje bolj na splošno, tudi če se pri tem določeno črko v različnih situacijah nadomesti z različnimi črkami druge pisave. Transkripcija je manj točna kot translitercija, vendar pa po navadi bolj ustreza navadam bralcev v ciljnem jeziku. Poseben primer je mednarodna fonetična transkripcija (IPA).

Številni narodi, ki ne uporabljajo latinice, so izdelali točna navodila za prečrkovanje svojega jezika v latinico, vendar pa drugi narodi tega pogosto ne upoštevajo. Za zgled naj so različni načini prečrkovanja imena znanega ruskega politika:
| Zgled transkripcije                           | Zgled transkripcije                                             |
| --------------------------------------------- | --------------------------------------------------------------- |
| Izvirni zapis imena (v cirilici)              | Борис Николаевич Ельцин                                         |
| Uradna transliteracija ISO 9 (GOST 7.79-2000) | Boris Nikolaevich Elʹcin                                        |
| Slovenska transkripcija                       | Boris Nikolajevič Jelcin                                        |
| Angleška transkripcija                        | Boris Nikolayevich Yeltsin                                      |
| Francoska transkripcija                       | Boris Nikolaïevitch Ieltsine                                    |
| Nemška transkripcija                          | Boris Nikolajewitsch Jelzin                                     |
| Madžarska transkripcija                       | Borisz Nyikolajevics Jelcin                                     |
| Poljska transkripcija                         | Borys Nikołajewicz Jelcyn                                       |
| Španska transkripcija                         | Boris Nikoláyevich Yeltsin                                      |
| Arabska transkripcija                         | بوريس نيكولايفتش يلتسن (translit.: Būrīs Nīkūlāyafitsh Yīltsin) |
| Hebrejska transkripcija                       | בוריס ניקולאיביץ' ילצין (translit. bwrjs njḳwlʾjbjṣ' jlṣjn)     |
| IPA fonetična transkripcija                   | [bʌˈɾʲis nʲɪkʌˈɫajɪvʲɪʧʲ ˈjelʲʦɨn]                              |

## Prečrkovanje v slovenščino po pravilih SSKJ
Slovar slovenskega knjižnega jezika v izdaji SAZU leta 2001 vsebuje v Pravilih navodila za prečrkovanje iz različnih jezikov.
Osnovno pravilo za pisanje tujih imen v slovenskih besedilih je, da pri latiničnih pisavah čim bolj ohranjamo prvotno obliko; pri tem pa v praksi moramo upoštevati nabor znakov slovenske abecede. Pri nelatiničnih črkovnih pisavah (cirilica, grška p., arabska p.) so delno uporabne prečrkovalne tabele, pogosto pa se tudi tu zatečemo k slovenskemu približku izgovora.
Pravila prečrkovanja po SSKJ imajo dve varianti:
- prečrkovanje zaradi omejitve obsega slovenske abecede, (tipografska omejitev)
- domačenje imen in pojmov.

V digitalni dobi tipografske omejitve praktično izginjajo. tiskanje in predstavitev v elektronski obliki omogoča zelo širok nabor znakov. Sistem Unicode vsebuje obsežne tabele znakov, ki omogočajo zapis (kodiranje) 1.112.064 različnih znakov, vključno z okoli 70.000 pismenkami kitajske in japonske pisave. 
Prečrkovanje je potrebno predvsem zaradi lažjega dojemanja bralcev. Vendar so slovenska pravila in navade pisanja do bralcev zahtevna, saj pri pisanju imen iz jezikov, ki uporabljajo latinico, zahtevajo za pravilno izgovorjavo poznavanje pravil izgovorjave vsaj za vse evropske jezike. 